# Sabrie Bekirova
Sabrie Bekirova (en russe : Сабрие Искандеровна Бекирова, Sabrie Iskanderovna Bekirova) est une cheffe d'orchestre russe.

## Biographie
Née dans la RSS d'Ouzbékistan de l'Union soviétique, elle a fait ses études au Conservatoire Rimski-Korsakov de Saint-Pétersbourg sous la direction d'Ilia Moussine et Iouri Temirkanov, respectivement directeur artistique et chef d'orchestre principal de l'Orchestre philharmonique de Saint-Pétersbourg. À cette époque, une femme ne pouvait pas être admise en classe de direction, mais son directeur menaça de faire un scandale si elle n'était pas autorisée à assister à ses cours. Elle a d'abord travaillé comme chef d'orchestre remplaçant dans plusieurs villes avant d'être nommée chef d'orchestre principal de l'Orchestre symphonique de Saint-Pétersbourg.
Elle a partagé l'affiche avec de nombreux orchestres internationaux comme l'Orchestre national philharmonique de Russie, l'Orchestre symphonique de la radio finlandaise, l'Orchestre symphonique du Théâtre Mariinsky ou encore l'Orchestre de chambre de Sotchi. De 2004 à 2008, elle fut professeur de direction d'orchestre à la Faculté de la Culture et des Arts de l'Université d'État de Moscou.
En 2013, elle dirige l'Orchestre philharmonique de Saint-Pétersbourg lors de la première présentation au public du Concerto pour violoncelle no 1 de Gabriel Prokofiev par le soliste Alexander Ivachkin.
En 2015, suivant le conseil de son ancien mentor Ilia Moussine, elle quitte la Russie et s'installe à Toulouse (France) pour prendre la tête de la classe de Direction d'orchestre à l'Institut supérieur des arts de Toulouse. Elle est aussi professeur à l'Académie internationale de direction d'orchestre, montée en 2016 par son ancien camarade, Tugan Sokhiev.